# Walter Norman Haworth
Sir Walter Norman Haworth (IPA haʊəθ; Chorley, 19 marzo 1883 – Barnt Green, 19 marzo 1950) è stato un chimico britannico.
Scoprì, nel 1933, la formula di struttura della Vitamina C (o acido ascorbico) e ne realizzò per primo la sintesi, aprendo la strada alla produzione sintetica per uso terapeutico.
In riconoscimento di questo lavoro, nel 1937 Haworth ebbe il premio Nobel per la chimica unitamente allo svizzero Paul Karrer.
Molto importanti furono anche le ricerche di Haworth e dei suoi collaboratori sui carboidrati (o zuccheri), dai più semplici ai più complessi, naturali e sintetici.
Dopo aver conseguito la laurea all'Università di Birmingham, si era perfezionato a quella di Gottinga, poi aveva assunto incarichi all'Imperial College London ed all'Università di St. Andrews in Scozia.

Tenne cattedra nelle Università di Durham (1920-1925), e di Birmingham (1925-1948).